# Valerie Samson
Valerie Brooks Samson (St. Louis (Missouri), 16 d'octubre de 1948) és una compositora, etnomusicóloga i intèrpret nord-americana amb un interès especial per la Xina. Toca el violí xinès, el sheng (orgue de boca de bambú) i diversos altres instruments xinesos.

## Biografia
Samson va obtenir un B.A. de la Universitat de Boston, un M.A. per la Universitat de Califòrnia (Berkeley) i un doctorat. a la Universitat de Califòrnia (Los Angeles); UCLA). La seva tesi es titulava: The Modern Chamber Concerto as Genre: György Ligeti's Chamber Concerto (1969-1970) And Chamber Concerto (Original Composition). Entre els seus professors hi havia Andrew Imbrie, Hugo Norden, Olly Wilson i Betty Wong.
De 1969 a 1970, Samson va ser una programadora i locutora de ràdio a l'estació WTBS de Cambridge, Massachusetts. De 1971 a 1972, va ser la directora musical de la "Picchi Youth Orchestra" a Oakland, Califòrnia. Durant la dècada de 1970, Samson va començar a tocar el zhonghu (violín de 2 cordes) amb el "Flowing Spring Ensemble" de Betty Wong i amb l'Associació de Música Instrumental Xinesa de Lawrence Lui. Va actuar amb hichiriki (petit oboè) amb el "Gagaku Ensemble" de Suenobu Togi a UCLA. El 1977, Samson es va convertir en editora de la revista "Ear Magazine", una publicació bimensual a la costa oest.
El 1985, Samson va rebre el premi John Lennon per a estudiants de postgrau en música. Aquest premi va finançar el seu vídeo documental sobre sheng. Va estudiar el desenvolupament de l'erhu com a participant del Programa Nacional d'Investigació i Estudis Avançats a la Xina de 1988-89.
Samson pertany a l'Associació per a la Investigació de la Música Xinesa (ACMR), Chinoperl (Literatura Oral i Interpretativa Xinesa), l'Aliança Internacional per a les Dones en la Música, la Societat per a la Música Asiàtica i la Societat per a Etnomusicologia. A la UCLA, va impartir classes de música xinesa. Investiga el paper canviant dels instruments hugin tradicionals en la pràctica d'interpretació actual. Les seves publicacions inclouen:

## Música de cambra
- Blue Territory I (violí, piano)[2]
- Duet (dos oboès)[8]
- Experimental Shorts (violí, piano)[2]
- Mousterian Meander (flauta dolça, violoncel, piano)[2]
- Quartet (flauta, clarinet, viola, cello)[12]
- String Trio[13]

## Orquestra
- Encounter[8]
- Night Visits[2]

## Multimedia
- Montage: A Journey Through Youth (three sopranos, piano, dancer, lights)[2]

## Piano
- Winter Dances (prepared piano)[2]

## Prosa
- ACMR Reports[3]
- “Interview with Douglas Leedy” (Ear magazine, vol. 4 no. 4, April 1976.)[14]
- “Interview with Stuart Dempster” (The Composer 1978)The Composer. Composers' Autograph Publications. 1978. p. 28.
- “Music as protest strategy: The example of Tiananmen Square, 1989”, Pacific Review of Ethnomusicology 6 (1991) 35–64[15]

## Video
- Sheng: Bamboo Mouth Organs[11]